# Exo Planet 3 - The Exo'rdiumdot in Seoul
Albums de EXO
The War
(2017) Universe
(2017)
EXO PLANET #3 - THE EXO'rDIUMdot in Seoul est un album live du boys band sud-coréano-chinois EXO enregistré lors de la dernière représentation de leur troisième tournée EXO PLANET #3 - The EXO'rDIUM à Séoul (à savoir le 28 mai 2017), qui est sorti le 25 octobre 2017 par SM Entertainment. Il comporte deux CD incluant 31 chansons.

## Liste des pistes

### CD1[2]
| 1.    | MAMA                   | 02:17 |
| 2.    | Monster                | 03:51 |
| 3.    | 늑대와 미녀 (Wolf)     | 06:15 |
| 4.    | 백색소음 (White Noise) | 03:50 |
| 5.    | Thunder                | 02:42 |
| 6.    | Playboy                | 02:19 |
| 7.    | Artificial Love        | 05:01 |
| 8.    | 불공평해 (Unfair)      | 03:32 |
| 9.    | My Lady                | 01:02 |
| 10.   | 월광 (Moonlight)       | 01:45 |
| 11.   | Sing for You           | 03:51 |
| 12.   | Call Me Baby           | 01:53 |
| 13.   | 유성우 (Lady Luck)     | 03:35 |
| 14.   | Tender Love            | 03:34 |
| 15.   | Cloud 9                | 03:58 |
| 16.   | Love Me Right          | 04:03 |
| 53:28 |                        |       |

### CD2[2]
| 1.    | Heaven                  | 03:43 |
| 2.    | Girl X Friend           | 03:39 |
| 3.    | 3.6.5                   | 03:15 |
| 4.    | 중독 (Overdose)         | 04:33 |
| 5.    | Transformer             | 04:23 |
| 6.    | Lightsaber              | 04:05 |
| 7.    | 같이해 (Do It Together) | 02:39 |
| 8.    | Full Moon               | 01:54 |
| 9.    | Drop That               | 04:57 |
| 10.   | EXO Keep On Dancing     | 03:12 |
| 11.   | Lucky                   | 03:16 |
| 12.   | Run                     | 04:49 |
| 13.   | Lotto                   | 03:12 |
| 14.   | 으르렁 (Growl)          | 03:34 |
| 15.   | For Life                | 03:57 |
| 55:08 |                         |       |

## Ventes
| Pays          | Ventes |
| ------------- | ------ |
| China (Xiami) | 12 177 |

## Historique de sortie
| Pays         | Date            | Format                   | Label            |
| ------------ | --------------- | ------------------------ | ---------------- |
| Corée du Sud | 25 octobre 2017 | CD, téléchargement légal | SM Entertainment |
| Monde entier | 25 octobre 2017 | Téléchargement légal     | SM Entertainment |